# Когнитивно натоварване
Когнитивно натоварване в психологията се нарича степента, в която вниманието на даден човек е заето с нещо. Например, един слушател на скучна лекция вероятно е с по-ниско когнитивно натоварване от един войник в битка.